# 梅野泰靖
梅野 泰靖（うめの やすきよ、1933年〈昭和8年〉7月14日 - 2020年〈令和2年〉8月25日）は、日本の俳優。本名同じ。
東京市（現東京都千代田区）神田出身。明治大学中退。劇団民藝に所属。

## 来歴・人物
新児童劇団（現・劇団新児童）への在籍を経て、1951年、民藝少年劇の『山びこ学校』で主役デビュー。
大学中退後の1954年、劇団民藝へ入団。
第14回紀伊國屋演劇賞受賞。
たびたび三谷幸喜作品に起用されていた。
「世田谷・九条の会」呼びかけ人を務めていた。
2020年8月25日午前8時50分、老衰のため死去。87歳没。

## 出演

### テレビドラマ
NHK総合
- ともにこの道この歌を（1953年） - 鳴尾先生
- 新婚放浪記（1956年） - 富吉
- ここに人あり 第15回「たそがれどき」（1957年）
- 連続ドラマ / おらんだ剣法（1957年）
- ステージアルバム / 殺意（1960年） - 西脇透
- 灰色のシリーズ 第1回、第2回「少女の眼（前篇、後篇）」（1960年）
- 創作劇場 / 三日月の影（1961年）
- あすをつげる鐘 新聞の夜明け ジョセフ・ヒコ（1961年）
- テレビ指定席
  - 聞いてくれみんな（1962年）
  - のれんと息子（1963年）
  - 被害者（1963年）
- 松本清張シリーズ・黒の組曲 第22話「初登攀」（1962年） - 西田
- NHK劇場 / 雪女（1964年）
- 虹の設計（1964年 - 1966年）
- 風雪 第67回「六甲山のふもとで」（1965年）
- 大河ドラマ
  - 天と地と（1969年） - 三好長慶
  - 樅ノ木は残った（1970年） - 渡辺金兵衛
  - 元禄太平記（1975年） - 倉林出雲守頼時
  - 黄金の日日（1978年） - 竹中半兵衛
  - 秀吉（1996年） - 浅井久政
  - 元禄繚乱（1999年） - 萱野七郎左衛門
  - 新選組!（2004年） - 鵜殿鳩翁
  - 篤姫（2008年） - 栗川用常
- 金曜時代劇→水曜時代劇
  - 天下堂々（1973 - 1974年） - 暗闇の丑松
  - ふりむくな鶴吉 第45話「伝蔵つむじ風」（1975年）
  - 御宿かわせみ 第1シリーズ 第24話「人は見かけに」（1981年）
- 土曜ドラマ
  - サスペンスシリーズ 轢き逃げ（1977年）
  - 松本清張シリーズ・波の塔（1983年）
- 二十五年目の顔（1977年7月14日） - 部長
- 銀河テレビ小説
  - 優しさごっこ（1980年）
  - 愛・信じたく候 （1981年6月1日 - 26日） - 堀合忠操
- 男子の本懐（1981年）
- ドラマ人間模様 / 新・事件 ドクターストップ（1982年） - 乃木原教授
- 新大型時代劇 / 宮本武蔵（1984年）
- 菜の花の沖（2000年） - 重右衛門
- 連続テレビ小説
  - 澪つくし（1985年） ‐ 小曽根巌
  - こころ（2003年） - 藤岡勲
  - 瞳（2008年） - 友永医師
- ハルとナツ 届かなかった手紙（2005年） - 川村勉

日本テレビ系
- スリラー劇場 夜のプリズム / 百舌鳥（1959年）
- 愛の劇場
  - 肉まんじゅう（1960年）
  - しんどいやつ（1961年）
- 東レ サンデーステージ
  - こぶ（1961年） - 友吉
  - 脚（1961年）
- グランド劇場 / 70才の思春期（1973年）
- 太陽にほえろ!
  - 第66話「生きかえった白骨美人」（1973年） - 松沢博士
  - 第71話「眠りの中の殺意」（1973年） - 松沢博士
  - 第121話「審判なき罪」（1974年） - 片岡耕吉
  - 第245話「刑事犬対ギャング犬」（1977年） - 青沼
  - 第295話「二つの顔の男」（1978年） - 早坂義夫
  - 第384話「命」（1979年） - 佐久間正憲
  - 第415話「ドクター刑事登場!」（1980年） - 西條勝（声の出演）
  - 第436話「父親」（1980年） - 西條勝
  - 第444話「ドック刑事のシアワセな日」（1981年） - 西條勝
  - 第483話「落し穴」（1981年） - 西條勝
- 金曜劇場
  - あやとり（1974年）
  - 私はタフな女 第19話「変身、変身、変身…!?」（1981年）
- いろはの"い" 第27話「涼子よ風のように」（1977年）
- 大都会 PARTII 第13話「俺の拳銃」（1977年） - 久保博之
- ジャングル 第11話「何で俺撃たれたの」（1987年）
- 火曜サスペンス劇場
  - 夕陽よ、止まれ（1983年、東映）
  - 吉備路殺人事件（1989年） - 草西亮浩
  - たそがれに愛をこめて〜心臓外科医と死刑囚〜（1990年、Eiho） - 裁判長
  - 弁護士・朝日岳之助 第4作「考古学教室の殺人」（1992年） - 仁堂忠男
  - 窓辺の女（2001年、東映） - 滝村孝造
  - 弁護士・高林鮎子 第29作「フレッシュひたち17号の偽証」（2001年） - 石井常男
  - 街の医者・神山治郎 第3作「乳房喪失」（2002年） - 池田

TBS系
- 日立劇場 / 森の石松（1959年） - 森の石松
- サンヨーテレビ劇場 / トイレット部長（1960年）
- ナショナル ゴールデン・アワー / 松本清張シリーズ・黒い断層「青のある断層」（1961年）
- 水曜劇場 / こちら社会部（1963年）
- おかあさん 第2シリーズ 第224話「東京都札幌区」（1964年）
- 東芝日曜劇場[7]
  - 別れる（1964年）
  - 春あらし（1968年）
  - どっきり花嫁（1968年） - 文人
  - 魔笛（1970年）
  - 孤独のなかみ（1981年）
  - 夫婦の想い（1981年）
  - しゃぼん玉の愛（1982年）
  - 梢のむこうに 秋（1982年）
  - 夫婦の行進曲（1983年）
  - 妻の星座（1984年）
  - 尾道千光坂登り口（1984年、毎日放送）
  - 春遠からじ（1986年）
  - 京子より愛をこめて（1986年）
  - 母のケッコン（1989年）
  - 手枕さげて（1989年）
  - 新婚旅行（1991年）
  - おんなの家 特別企画（1993年）
- 七人の刑事 第2シリーズ
  - 第155話「賭場」（1964年）
  - 第174話「囮」（1965年）
  - 第267話「彼の中の私」（1967年）
  - 第280話「黒い組織の残党たち」（1967年）
  - 第329話「この人を知りませんか?」（1968年）
- あなた事件よ!（1966年、朝日放送）
- 近鉄金曜劇場 / 遠い道（1966年、朝日放送）
- ありがとう 第2シリーズ（1972年 - 1973年） - 不二夫
- 必殺シリーズ[8]（朝日放送）
  - 必殺仕掛人 第14話「掟を破った仕掛人」（1972年） - 岡っ引伝次
  - 助け人走る 第26話「凶運大見料」（1974年、松竹） - 安
- 木下恵介・人間の歌シリーズ
  - それぞれの秋（1973年）
  - 風の町（1974年）
- 新十郎捕物帖・快刀乱麻 第12話「東京人と狂人と兇刃」（1973年）
- 金曜ドラマ / 冬の花火（1979年 - 1980年）
- 歴史の涙（1980年）
- カムバック・ガール（1982年、毎日放送） - 出口黙
- 風にむかってマイウェイ （1984年） - 田村教頭
- 水戸黄門
  - 第23部 第35話「悪を狙う謎の虚無僧 -彦根-」（1995年4月10日） - 伊吹屋聡兵衛
  - 第24部 第26話「女地獄の大掃除 -韮崎-」（1996年3月18日） - 治兵衛
  - 第25部 第24話「藩を救った反魂丹 -富山-」（1997年6月9日） - 松井屋源右衛門
  - 第28部 第15話「狸になった若旦那 -信楽-」（2000年6月26日） - 田坂屋庄兵衛
  - 第33部 第17話「愛を救った職人魂 -山中-」（2004年8月16日） - 榊勘左衛門
  - 第40部 第15話「届け歌声、響けから桶 -高山-」（2009年11月16日） - 大槻主膳
- 魔の季節（1995年）
- 嫁はミツボシ。（2001年） - 亀和田教授
- 月曜ゴールデン / 新・示談交渉人 裏ファイル 第3作（2014年） - 生方政行

フジテレビ系
- 東芝土曜劇場 / 壁をへだてた目撃者（1961年）
- シャープ火曜劇場
  - 第10回「親子の子供たち」（1961年）
  - 第12回「若い魂」（1961年） - 山形
  - 第40回「明日の幸福」（1962年） - 寿雄
- 若い川の流れ（1962年） - 室井敬三
- 三匹の侍 第1シリーズ 第13話「生々流転」（1964年）
- ぶらり信兵衛 道場破り 第37話「通しゃんせ」（1974年）
- 大捜査線→大捜査線シリーズ 追跡（1980年）
  - 第9話「野良犬ブルース」
  - 第36話「殺意」-滝村俊三
- 北の国から 第23話「破れた靴」（1982年） - 前田
- 銭形平次（1995年） - 秋葉屋
- おいしい関係（1996年）
- 木曜劇場
  - 今夜、宇宙の片隅で（1998年） - 「楠」の店長
  - 医龍 -Team Medical Dragon-3 第1話（2010年）
  - 独身貴族 第9話「もう戻れない…痛む恋の傷あと」 - 最終話「恋の結末」（2013年） - 現王園会長
- 古畑任三郎 3rd season 第28回「若旦那の犯罪」（1999年） - 気楽屋有楽
- やまとなでしこ（2000年） - 榊原教授
- ナースのお仕事（2000年） - 細川昭夫
- 世にも奇妙な物語「よう、鈴木!」（2000年） - 有栖川道夫
- 曲がり角の彼女（2005年、関西テレビ） - 岡田栄太郎
- 金曜プレステージ→赤と黒のゲキジョー
  - 浅見光彦シリーズ 第25作「箸墓幻想」（2007年） - 小池拓郎
  - 瀬在丸紅子の事件簿〜黒猫の三角〜（2015年） - 小田原長治 ※遺作
- あしたの、喜多善男〜世界一不運な男の、奇跡の11日間〜（2008年、関西テレビ） - 佐藤真太郎
- 不毛地帯 第16話（2010年） - 林田正道
- 開局50周年記念ドラマ / わが家の歴史（2010年） - 軍服の男（漆原の上役）

テレビ朝日系
- クラボウ・ミステリー 影 / 五年目の殺人（1959年）
- 空白（1962年）
- 半七捕物帳 第21話（1971年）
- 電撃!! ストラダ5 第7話「呪いのダイヤを撃て!」（1974年） - ゴードン村上
- 特捜最前線
  - 第177話「天才犯罪者・未決囚1004号!」（1980年） - 小田沢清人
  - 第383話「崩壊家族のラストタンゴ!」（1984年）
- 新聞が死んだ日（1980年）
- 必殺シリーズ[9]（朝日放送）
  - 必殺仕切人 第7話「もしも九官鳥が秘密をしゃべったら」（1984年） - 観右衛門
- はぐれ刑事純情派
  - 第6シリーズ 第10話「勘当された娘・落語家に化けた刑事」（1993年） - 笑遊亭銀馬（塚本正）
  - 第12シリーズ 第5話「復讐のピアノ!?婚約者を殺された女」（1999年） - 本山孝一郎
  - 2000年スペシャル（2000年） - 三宅伸二郎
  - 第13シリーズ 第10話「襲われた女子大生!殴られ屋が殺人犯!?」（2000年） - 寺田昭造
  - 第14シリーズ 第16話「恩返し殺人!?570回の嫌がらせ!」（2001年） - 遠山和久
  - 第16シリーズ 第14話「1億円の悪女」（2003年） - 佐藤重吉
  - 第17シリーズ 第11話「密室殺人!? 謎の高級ブランド夫婦が消えた！」（2004年） - 境達夫
- 名奉行 遠山の金さん
  - 第6シリーズ 第10話「老盗賊が捨てた娘」（1994年） - 与助
  - 遠山の金さんVS女ねずみ 第13話「奉行の妻誘拐!人質交換要求」（1997年）
- 木曜時代劇 / はぐれ医者・お命預かります!（1995年） - 善助
- 舞妓さんは名探偵!（1999年） - 浅川万葉
- 相棒（2003年） - 青木征十郎
- 仮面ライダーカブト（2006年） - じいや
- 木曜ミステリー / その男、副署長 season1（2007年） - 細川常之

テレビ東京系
- 大江戸捜査網
  - 第236話「殺しの陰謀」（1976年） - 上州屋宗兵衛
  - 第301話「壮烈!首領暁に死す」（1977年） - 小笠原主膳
- お命頂戴! 第6話「隠し金山決死行」（1981年）
- 隠密・奥の細道 第1話「水戸光圀を殺せ!」（1988年）
- 女と愛とミステリー / 信濃のコロンボ事件ファイル 第6作「軽井沢殺人事件」（2004年） - 草西敬次郎

### 映画
- 幕末太陽傳（1957年、日活） - 徳三郎
- 完全な遊戯（1958年、日活） - 戸田
- 網走番外地（1959年、日活） - 飯田
- 爆薬に火をつけろ（1959年、日活）
- 大学の暴れん坊 (1959年)
- ゆがんだ月（1959年、日活）
- 鉄火場の風（1960年）
- 青年の樹（1960年、日活）
- 上を向いて歩こう（1962年、日活） - ジェシー・牧
- 太陽への脱出（1963年、日活） - 杉浦利明 役
- 煙の王様（1963年、日活）
- 風が呼んでる旋風児　銀座無頼帖（1963年、日活）
- 七人の刑事 終着駅の女（1965年、日活） - 塚崎
- 反逆のメロディー（1970年、日活） - 立花
- 家族（1970年、松竹） - 丹野先生
- 戦争と人間 第一部 運命の序曲（1970年、日活） - 山川
- 男はつらいよシリーズ（松竹）
  - 男はつらいよ 寅次郎恋歌（1971年） - 諏訪毅 役
  - 男はつらいよ 寅次郎春の夢（1979年）
  - 男はつらいよ 口笛を吹く寅次郎（1983年） - 諏訪毅 役
- 華麗なる一族（1974年、東宝） - 伊佐早
- サンダカン八番娼館 望郷（1974年、東宝） - 余三郎
- 鬼畜（1978年、松竹） - 捜査課長
- お吟さま (1978年の映画)（1978年） - 千道安 役
- 天平の甍（1980年、東宝） - 吉備真備
- わるいやつら（1980年、松竹） - 刑事
- 震える舌（1980年、松竹） - 昭の兄
- 日本の熱い日々 謀殺・下山事件（1981年、松竹） - 山岡検事 役
- 駅 STATION（1981年、東宝） - 刑事
- 疑惑（1982年、松竹） - 浅野刑事部長 役
- 愛情物語（1984年、東映） - 佐川
- 首都消失（1987年、東宝） - 愛知県知事
- ラヂオの時間（1997年、東宝） - 古川清十郎 役
- 金融腐蝕列島（1999年、東映） - 坂本昇 役
- 破線のマリス（2000年） - 喫茶「トンボロ」マスター 役
- みんなのいえ（2001年、東宝） - バーの客（古川清十郎） 役
- 日本の黒い夏─冤罪（2001年、日活） - 鈴木捜査一課長 役
- 県庁の星（2005年、東宝） - 長島龍二 役
- ザ・マジックアワー（2008年、東宝） - 市長
- すべては海になる（2010年、東京テアトル）

### 舞台
- どん底 - ペーペル
- 人形の家 - ニールス・クローグスタット
- るつぼ
- その人を知らず（2002年） - 貴島宗太郎
- 遥かなる虹へ（2003年） - 菊川佑
- 火山灰地（2005年） - 雨宮聡
- 審判（2006年） - 検察官
- はちどりはうたっている（2007年） - ルー・シン
- 十二月 下宿屋『四丁目ハウス』（2010年） - 九城間弓
- 夏・南方のローマンス（2013年） - 検察官

### 吹き替え

#### 俳優
- ロバート・カルプ
  - 刑事コロンボシリーズ
    - 指輪の爪あと（カール・ブリマー社長）
    - アリバイのダイヤル（ポール・ハンロン）
    - 意識の下の映像（バート・ケプル博士）

  - ミセス・コロンボ 殺し屋の声が聞こえる（チャールズ・ヒューストン）

### CM
- au「あたらしい自由」篇（2012年）
- なとり「チーズ鱈」（2012年）